# حوزه انتخابیه اول ویرجینیای غربی
حوزه انتخابیه اول ویرجینیای غربی یک حوزه انتخابیه مجلس نمایندگان آمریکا است که در ایالت ویرجینیای غربی قرار دارد.